# Acropora cophodactyla
Acropora cophodactyla е вид корал от семейство Acroporidae.

## Разпространение
Видът е разпространен в Австралия, Американска Самоа, Виетнам, Гуам, Индия, Индонезия, Камбоджа, Малайзия, Мианмар, Микронезия, Палау, Папуа Нова Гвинея, Провинции в КНР, Самоа, Северни Мариански острови, Сингапур, Соломонови острови, Тайван, Тайланд, Фиджи, Филипини и Япония.